# White Lies
White Lies er en britisk trio som spiller postpunk/new wavemusik. Gruppen, der består af Harry McVeigh, Charles Cave, Jack Lawrence-Brown, og på scenen  
Tommy Bowen, startede i 2007 og i januar 2009 udgav de To Lose My Life.
Flere anmeldelser har spået at gruppen bliver det nye store indenfor rockmusik, deriblandt BBC. 
White Lies spiller alternativ rock, og bandets varemærke er et atmosfærisk og dystert lydunivers, som mættes af svulmende synthesizere tilsat gigantiske guitarlydflader. Musikalsk er gruppen blevet sammenlignet med Editors, Joy Division, Interpol og The Killers.
Tekstuniverset bevæger sig inden for det dystre à la Nick Cave’s sortsyn blandet med Shakespeare’s tragedier.
Gruppen kom ind på tredjepladsen på listen over 2009's BRITs Critics' Choice Award kun overgået af Florence And The Machine og Little Boots. BBC har også spået White Lies det helt store gennembrud i 2009 og rangerede bandet som nr. 2 på listen over kunstnere, man skal holde øje med i 2009.
Debutalbummet  To Lose My Life... er indspillet dels i Belgien dels i England og er produceret af Ed Buller (Suede, Pulp) og Max Dingel (The Killers, Glasvegas) og mixet af Alan Moulder (My Bloody Valentine, The Killers, Smashing Pumpkins).
I 2011 udgav de albummet "Ritual".
White Lies spillede på Skive Festival 2010.